# Північне Причорномор'я

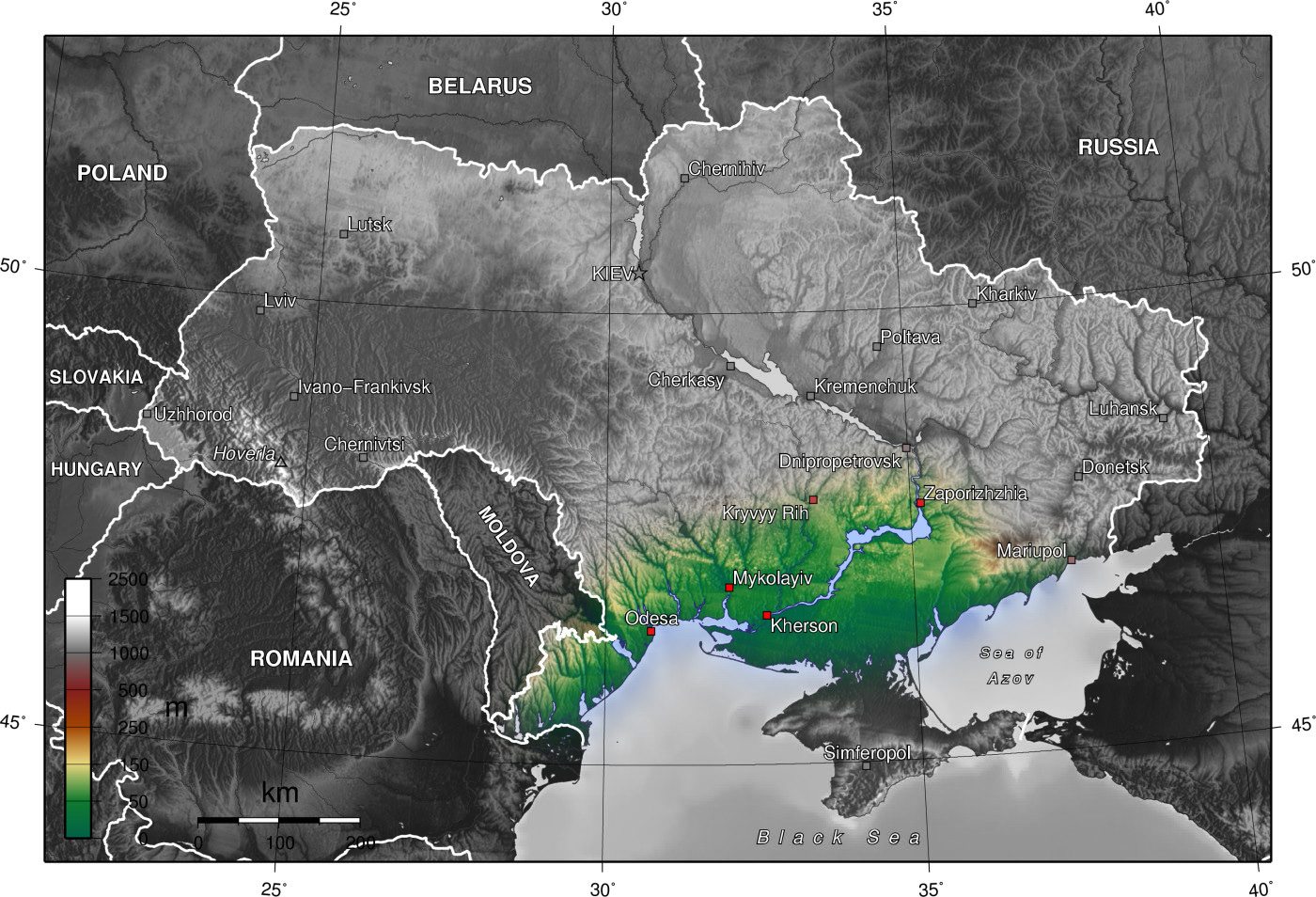
Причорноморська низовина

Півні́чне Причорномо́р'я — історично-географічний район на півдні України. Частина таких географічних понять як "Понтійські степи" або "Дике Поле".
У широкому визначенні це — степова і лісостепова зона, що огортає Чорне і Азовське моря на півночі, від чорноморського узбережжя Румунії до західної частини Північного Кавказу.
Заселення території датується епохою середнього палеоліту. Першими мешканцями краю, відомими з писемних джерел, були кімерійці (кінець II — початок I тисячоліття до н. е.).
Найбільші міста Одеса, Миколаїв, Херсон.

## Хронологія

### Давні часи

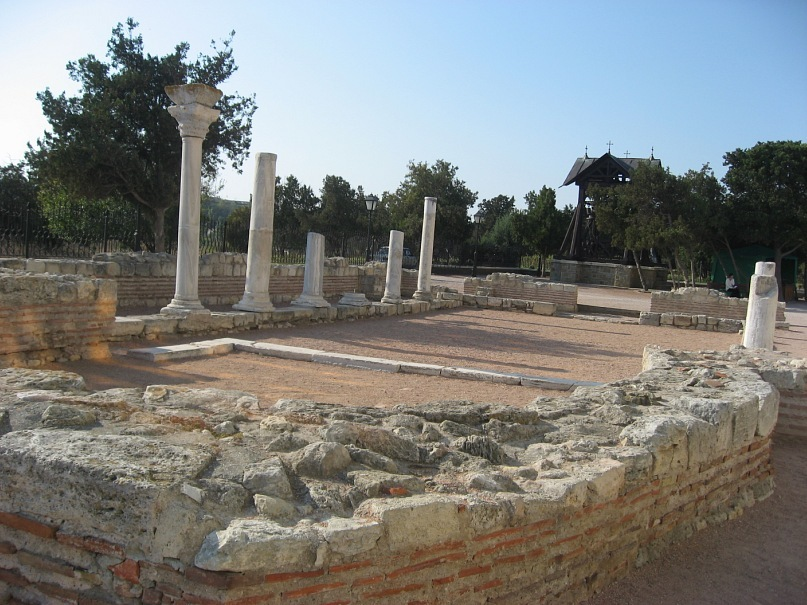
Руїни Херсонесу — одного із античних міст Північного Причорномор'я.

- Ямна археологічна культура. Була розповсюджена у 2700—2000 рр. до н. е.
- Катакомбна археологічна культура (3600—2300 до н. е.)
- Зрубна культурно-історична спільність  (XVIII—XII ст. до н. е.)
- кімерійці IX—VII століттях до н. е. Назва племені кімерійців не є їх самоназвою, оскільки ця назва була дана ассирійцями стосовно всіх племен Північного Причорномор'я.
- скіфи (IX-III століття до н. е.). За повідомленням Геродота (книга IV. Мельпомена) між 516 та 512 роками відбулась Скіфо-перська війна:

1. Після здобуття Вавилона Дарій вирушив у похід на скіфів. Оскільки Азія мала в своєму населенні багато чоловіків і в царські скарбниці постійно надходило багато грошей, Дарій побажав помститися на скіфах за те, що вони колись удерлися до Мідії, перемогли тих, хто намагався їх затримати, і так вони перші розпочали ворожі дії. 
- Внаслідок грецької колонізації (V — IV століття до н. е.) в регіоні виникли античні міста-держави. Біля 480 р.до н. е. вони об'єдналися в Боспорське царство. З кінця II століття до н. е. в складі Понтійського царства.
- сармати (III століття до н. е. — IV століття н. е.).За правління римського імператора Адріана сармати й роксолани вчиняли напади на володіння Риму.
- 1 ст. н. е. — згідно з Орігеном місіонерська подорож апостола Андрія в Скіфію.
- У 200—250 роках за свідоцтвом Йордана  («Про походження та історію ґотів») племена готів заселили Північне Причорномор'я. Звідси вони чинили набіги на Римську імперію. Під час правління Валеріану (253—260) у Фракії та Мезії, що зазнавали нападів готів, існувало декілька християнських громад. Про християнських полонених, що були захоплені у Азії, під час правління його сину Галлієну повідомляють численні джерела, у томі числі єпископ Григорій Неокесарійський. 322 роком Сократ Схоластик датує перше знайомство готів з Євангелієм. Приблизно у той же час утворюється Готська єпархія

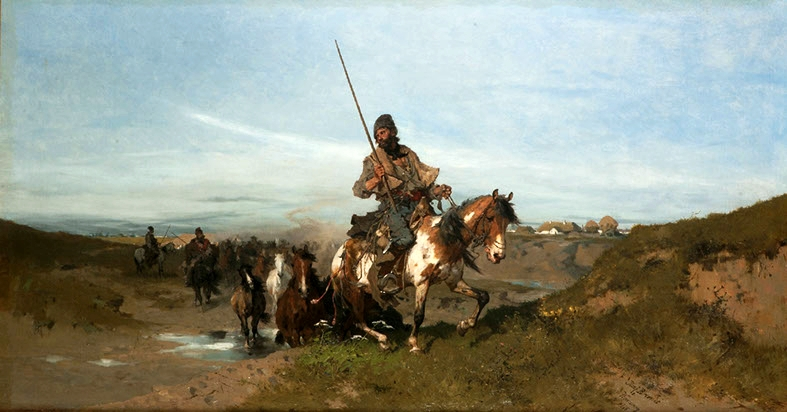
Брандт, Юзеф. Степове господарство

### Середні віки
- В 375 р. правитель остготів Германаріх був розбитий гунами. Створення Імперія гунів на чолі з Аттілою. Залишені ними сліди відомі під назвою Черняхівська археологічна культура.
- Антський племінний союз.
- 6 ст. — із Центральної Азії проникають племена аварів. Переселившись до Паннонії вони створюють Аварський каганат на чолі з ханом Баяном I і підкорюють численні слов'янські племена.
- в першій половині 7 ст. створена Велика Булгарія на чолі з ханом Кубратом.
- Хозарський каганат. Згодом західну частину регіону заселили слов'янські племена уличів і тиверців. До Криму переселились із Близького Сходу караїми. В 9 ст. на землі хозар переселились васальні їм племена угрів. Пізніше їх витіснили печеніги.
- У Х столітті захопили повсталі печеніги, а згодом їх перемагають торки та половці.
- Зі середини XIII століття регіон — у складі Золотої Орди. На початку 1320-х років Узбек-хан проголосив іслам державною релігією Золотої орди.
- В часи Великої Зам'ятні половецький воєвода Мамай піднімає повстання (1362). Після Куликовської битви влада Джучидів відновлюється.
- в 1430-х років — утворено Кримське ханство.
- У 1324 році до литовського панування при князі Ольгерді відійшли всі землі між Дніпром та Дністром.у 1397—1398 князь Вітовт здійснив два переможні походи проти Золотої Орди. З кінця XIV до кінця XV століття західна частина регіону перебувала у складі Великого князівства Литовського. Починається будівництво численних поселень ВКЛ, в тому числі Вінарадни, Коцюбіїва та Білховичів.
- Після битви під Ворсклою в 1399 р. землі Північного Причорномор'я відходять Кримському ханству. Було утворено Очаківську (Єдисанську), Перекопську та Єдичкульську орду. З 1478 Кримське ханство офіційно стало васалом Османської Порти.

### Нові часи

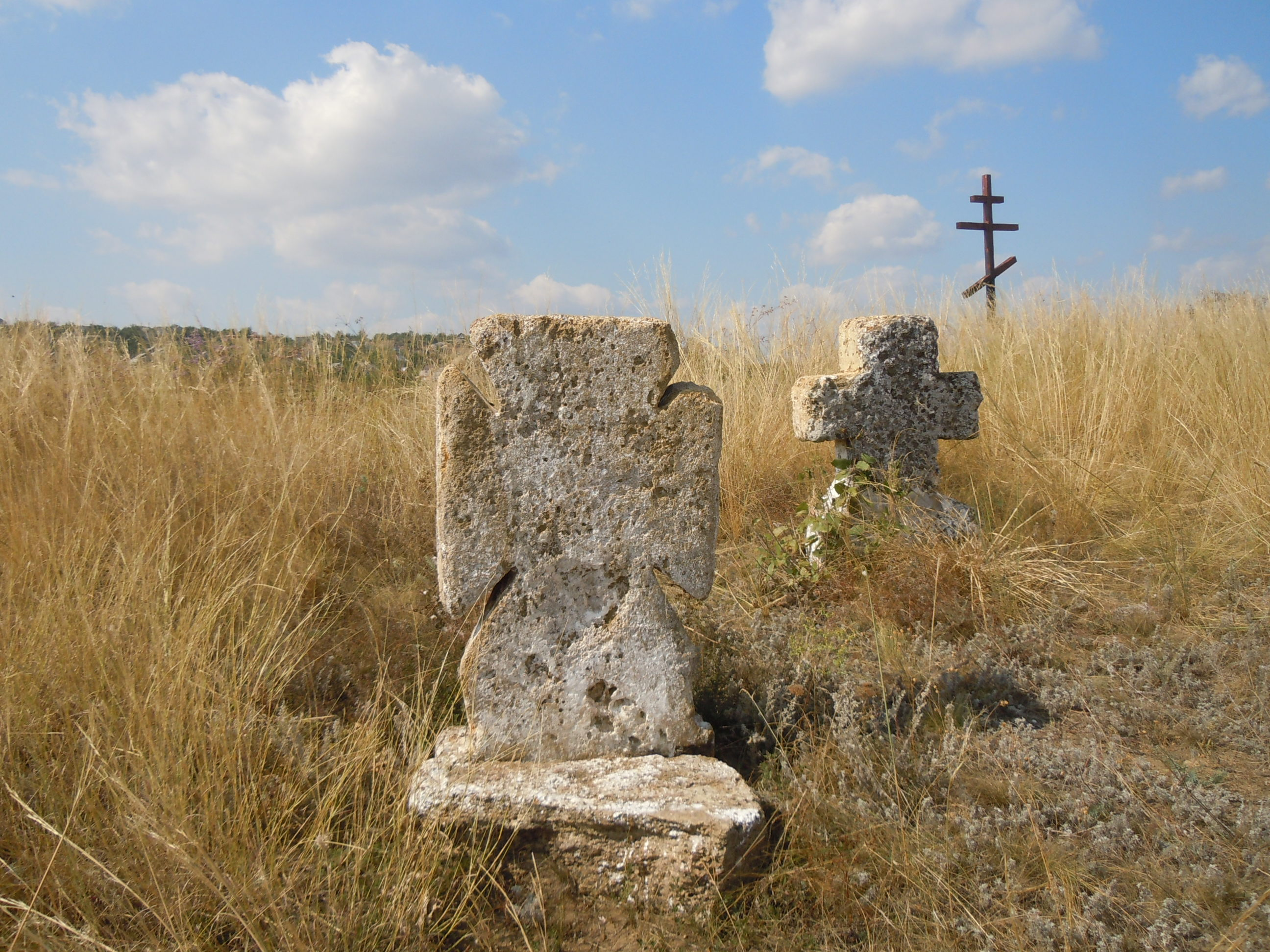
Козацькі могили на берегах Хаджибейського лиману

- Протягом XVII — середини XVIII століть відбувалася колонізація краю русинськими селянами й козаками.
- В 1607 року козаки на чолі з Петром Сагайдачним розбили турецьку флотилію під Очаковом. Восени 1608 року запорожці взяли Перекоп, а 1609 року на шістнадцятьох чайках пройшли в гирло Дунаю і здобули Кілію, Ізмаїл, Аккерман.
- 1734 — Створено Бугогардівську паланку. Центром паланки було урочище Гард на Бузі.
- У середині XVIII століття після російсько-турецьких воєн відбулось входження регіону до складу Росії, де воно отримало офіційну назву Новоросії. Після виходу цього терміна з ужитку його замінив термін Південна Україна.
- 1817—1859 — Одесі надано статус порто-франко.
- Кримська війна
- В роки Громадянської війни багато разів змінювалась влада. Відбулось Григор'ївське повстання. Після війни у складі СРСР.
- В роки Другої Світової війни була окупована нацистською Німеччиною. У жовтні 1941 року в селі Богданівка румунськими окупантами було створено табір знищення. Кількість жертв перевищує 115 000 осіб, з них близько 55 000 — безпосередньо в Богданівці.
- З 1991 року — у складі України.

## Фотогалерея

Індо-європейські міграції
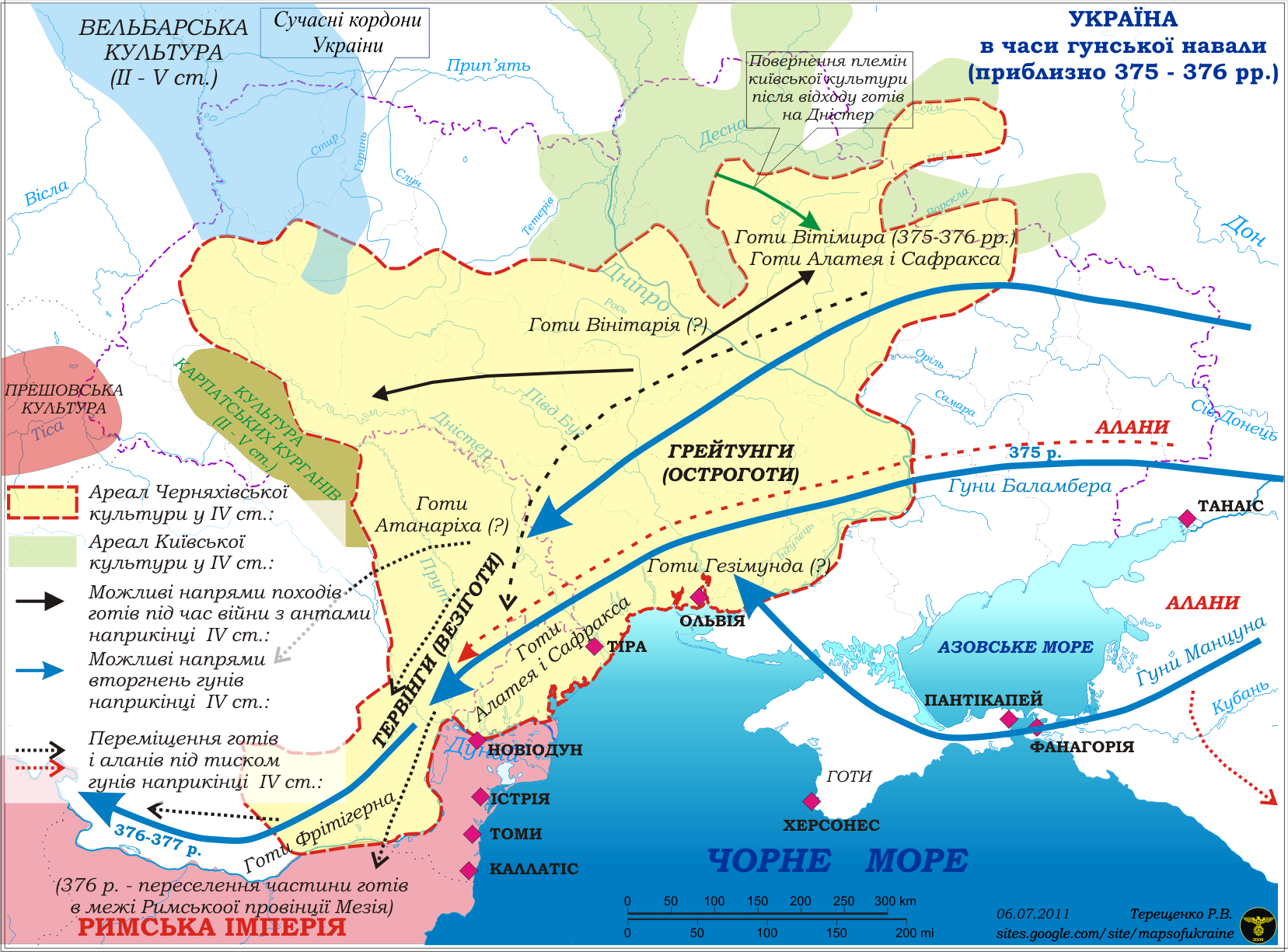
Готи та гуни